# الجامع الكبير (ندرومة)
الجامع الكبير بندرومة هو مسجد تاريخي يقع في مدينة ندرومة، على بعد حوالي 77 كم من تلمسان، الجزائر. تأسس المسجد عام 1145 ويحتوي على أقدم منبر مرابطي موجود.

## النقش
- النقيشة الأولى محفورة على لوح من خشب الأرز على المنبر تتكون من جزأين: الجزء الأول يتوسط اللوح والثاني يحيط به، وهي تؤرخ لصناعة المنبر من طرف الأمير يوسف بن تاشفين خلال القرن 11م.
«ومن يبتغ غير الإسلام دينا فلن يقبل منه. هذا ما أنعم به الأمير السيد يوسف بن تاشفين أدام الله توفيقه وأجزل. كان الفراغ منه على يدي الفقيه القاضي أبو محمد عبد الله يوم الخميس السابع عشر من شهر......»
«(الر) حمن الرحيم وصلى الله.......وآله الطيبين وسلم تسليما. لا إله إلا الله محمد رسول الله. إن الدين عند الله.....»
- النقيشة الثانية موجود بالمئذنة، وهي مكتوبة على الرخام بخط نسخي مغربي بارز على أرضية خضراء.
«بسم الله الرحمن الرحيم صلى الله على سيدنا محمد بنى هذه المئذنة أهل ندرومة بأموالهم وأنفسهم وكل احتساب لله وأنبنت في خمسين يوما وبناها محمد بن عبد الحق بن عبد الرحمن الشيصي عام تسع وأربعين وسبعمائة رحمة الله عليهم أجمعين.»
بالرغم من حجمه الصغير، فإن مسجد ندرومة يشبه من حيث التصميم المسجد الكبير بدمشق لكنه ينتمي إلى صنف المساجد الأندلسية، وخاصة جامع قرطبة الذي يتميز ببلاطات موازية للقبلة. المسجد ذو شكل مستطيل ويتم الولوج إليه بواسطة أبواب مفتوحة في زوايا الجدار الشمالي. هذه الأخيرة تؤدي إلى بلاطات موازية لجدار القبلة تمتد على جانبي الصحن المستطيل لتشكل أروقة ثلاثية جانبية.

## الصحن
يؤدي الصحن المتواجد قبالة المحراب إلى قاعة الصلاة التي تضم تسع بلاطات. ترتكز هذه الأخيرة على أعمدة تعلوها أقواس متجاوزة. يعلو الفضاء المجاور للمحراب قبوٌ ذو قوس دير وهو ما يبعث على الاعتقاد بأن هذا المربع لم يسبق تغطيته بواسطة قبة. أما المحراب فيتكون من كوة متعددة الأضلاع كما هو الحال عليه في العديد من مساجد الغرب الجزائري التي عرفت تأثيرات جامع قرطبة. يحمل المنبر الذي لم يتبق منه إلا بعض القطع المحفوظة حاليا بالمتحف الوطني للآثار والفنون الإسلامية بالجزائر، نقيشة جميلة الصنع مكتوبة بخط كوفي قرمطي ظهر لأول مرة بتونس خلال القرن العاشر الميلادي؛ وتشبه واجهاته تلك التي تنتمي لمنبري الجامع الأموي بالمدينة المنورة ومسجد الأندلسيين بفاس[1].

## المئذنة

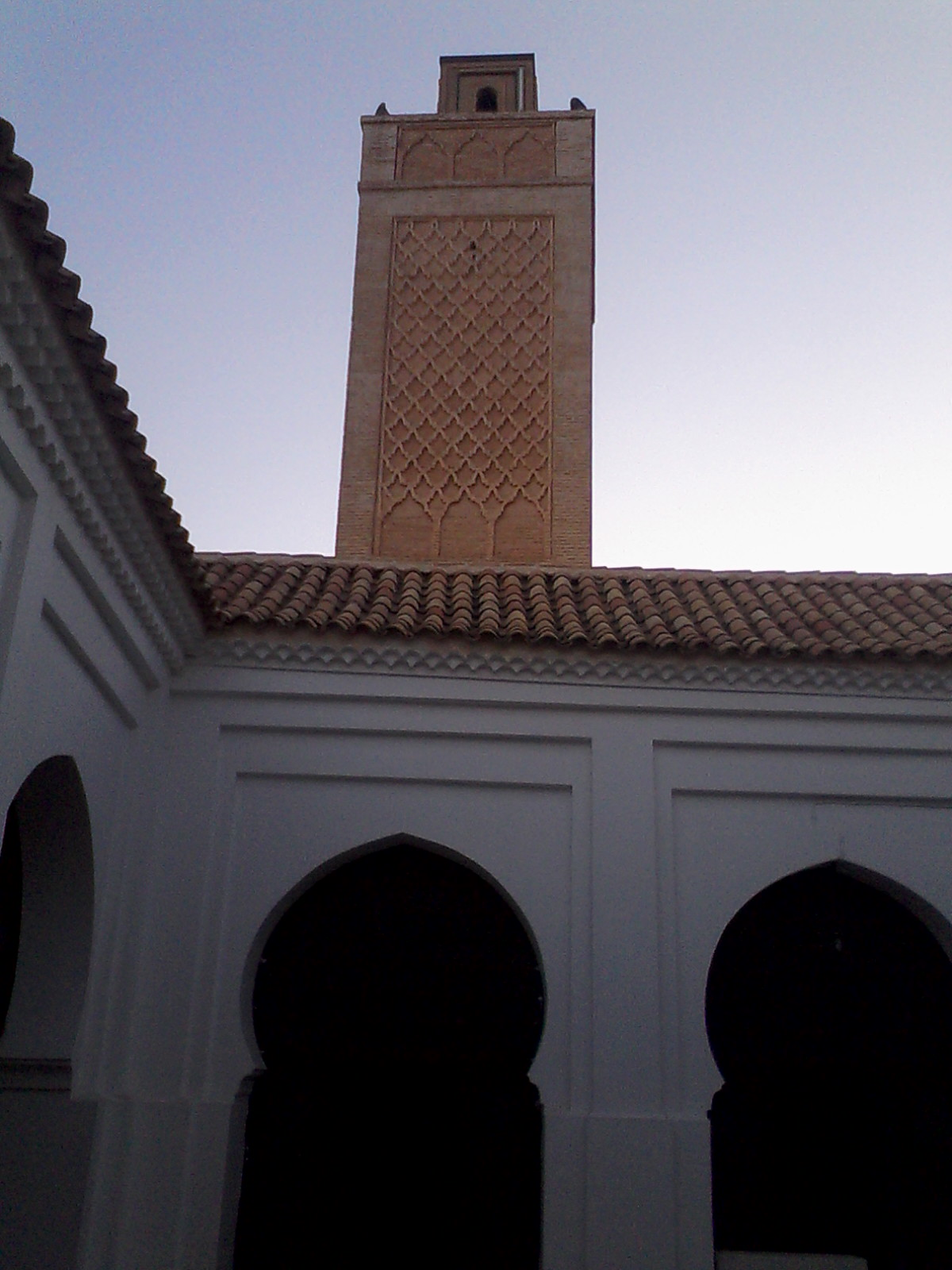
مئذنة المسجد الكبير لمدينة ندرومة.

ترتفع المئذنة في الزاوية الشمالية الشرقية للصحن، وهي من مميزات مساجد بني عبد الواد التي من المؤكد أنها شهدت تأثيرات للبنايات الدينية الموحدية مثل مسجدي الكتبية وإشبيلية. تتخذ المئذنة شكلا مربعا ويعلوها منور بينما تنتظم زخارفها في إطارات مستطيلة بشكل متدرج. ففي الأسفل، يوجد عقدان مفصصان على شاكلة تلك الموجودة بمئذنة أكادير وتعلوها شبكة معينات ناتجة عن تداخل أقواس منحنية ومتقاطعة، ولا نلاحظ أي زخرف بداخل الإطار العلوي الذي من المحتمل أنه كان مغطى بإفريز من الزليج كما هو الحال في مسجد العباد (المتواجد بالقرب من تلمسان 1339م). استعمل هذا النوع من الزخارف لأول مرة من طرف الموحدين في مآذن الكتبية والقصبة بمراكش ومسجد حسن بالرباط والخيرالدة بإشبيلية (نهاية القرن 12م).
تقدم لنا الهندسة المعمارية لمسجد ندرومة عناصر خاصة كالعقد المتجاوز ذو محورين الذي يختلف الباحثون حول أصله. فليسيان جولفان يعتقد بأن البيزنطيين استعملوه في البناء خلال القرن الرابع بكل من بيت العماد في مار يعقوب بنسيبين وخوجا كاليسي (القرن 6)، في حين يشير هنري تيراس إلى استعماله من طرف القوطيين بإسبانيا.

## قائمة المراجع
Bourouiba, R., Les inscriptions commémoratives des mosquées d’Algérie, Alger : OPU, 1984, p. 81-86.
Bourouiba, R., L’art religieux musulman en Algérie, Alger : S.N.E.D., 1983
Bourouiba, R., Apports de l’Algérie à l’architecture religieuse arabo-islamique, Alger : OPNA, 1956.
Marçais, G., « La chaire de la Grande Mosquée de Nedroma », in Revue Africaine (cinquantenaire de la
faculté de lettres d’Alger), 1881-1882, p. 321-342.
Marçais, G., L’architecture musulmane d’occident, Tunisie, Algérie, Espagne et Sicile, Paris : Arts et Métiers Graphiques, 1957, p. 87.
« Cinquantenaire de la faculté des lettres d’Alger (1881-1931) », in Revue africaine, 1932, p. 321.
Marçais, G., Le musée Stéphane Gsell, Alger : Imprimerie officielle, 1950, p. 17, pl. IV.

## وصلات خارجية
http://www.qantara-med.org/qantara4/public/show_document.php?do_id=470&lang=ar